# 태국 디지털경제사회부
디지털경제사회부(태국어: กระทรวงดิจิทัลเพื่อเศรษฐกิจและสังคม, 영어: Ministry of Digital Economy and Society : MDES)는 과거 '정보통신기술부'(MICT)로 알려졌던 태국의 내각 부서이다. 정보통신기술부는 2002년 10월 3일 행정재정비법에 의해 설립되었다. 새로운 부처는 '부처·국·부의 재정비법 개정 태국 태양력 2558년'에 의해 디지털경제사회부가 만들어졌다.

## 역사
2016년 9월 정보통신기술부가 해체돼 디지털경제사회부로 대체됐다. 추정된 부처가 정보통신기술부의 책임을 맡았다. 정보통신기술부의 이전 기관인 태국 통계청, 태국 기상청, 전자거래개발청, 태국 우체국, TOT, CAT 텔레콤은 디지털경제사회부로, 과거 정보통신기술부 산하 국가재난경보센터는 내무부로 이관될 예정이다. 정보통신기술부의 소프트웨어산업진흥원(SIPA)가 해체되고, 직원 일부가 신설된 조직인 MSDS 산하 디지털경제진흥원으로 이관되었다.
2018년에는 사이버보안기관과 해커 훈련 센터를 설립할 계획이다. 전국 24,700개의 마을 주민들에게 정보통신기술(ICT)을 활용해 "대역통신 마을"을 건설하도록 교육할 최소 1,000명의 트레이너를 모집한다.

## 부서

### 관리
- 장관실
- 상임이사실[6]

### 종속 부서
- 태국 기상청
- 태국 통계청
- 국가디지털경제사회위원회 사무소
- 국가사이버안전위원회 사무소
- 개인정보보호위원회 사무소

### 공기업
- TOT 공기업 유한 회사
- CAT 텔레콤 공기업 유한 회사
- 태국 우체국

### 공공 기관
- 전자거래개발청
- 디지털경제진흥원[1]

## 같이 보기
- 태국의 정부부처
- 태국의 검열
- 태국의 인터넷 검열